# شورلت نوماد
شورلت نوماد (Chevrolet Nomad) خودرویی است که در سال‌های ۱۹۵۵ تا ۱۹۶۱۱۹۶۸-۱۹۷۲تولید شده‌است.
طراحی آن خودروهای موتور جلو-محور عقب بوده است. 